# Tradição Guamaense
ONG Tradição Guamaense é uma escola de samba de Belém do Pará, participante do Grupo Especial.

## História
Fundada em agosto de 2000, disputou seu primeiro carnaval em 2001, sendo terceira colocada no Grupo 3. No ano seguinte conquistou o primeiro lugar também do Grupo 2, com o enredo "Belém, tua vida do Guamá vem".
Em 2004, com o samba de Belém dividido entre duas ligas, foi a campeã da disputa organizada pela prefeitura, com o enredo "Nossa tradição desce o Rio Amazonas.... Tem festribal na aldeia".
Em 2008, com o enredo "do extrativismo à era digital, Ananindeua é de trabalho", foi a sexta colocada do Grupo 1.
Em 2009, foi a terceira escola a desfilar no Grupo 1, primeira divisão do samba de Belém, durante o sábado de Carnaval. em 2011, falou sobre o lixo, atualmente se encontra suspensa nos desfiles de Belém.

## Carnavais
| Ano  | Colocação | Grupo                     | Enredo                                                          | Carnavalesco | Ref.  |
| ---- | --------- | ------------------------- | --------------------------------------------------------------- | ------------ | ----- |
| 2002 | Campeã    | A                         | Belém, tua vida do Guamá vem                                    |              |       |
| 2004 | Campeã    | Especial (ESA/Prefeitura) | Nossa tradição desce o Rio Amazonas.... Tem festribal na aldeia |              |       |
| 2008 | 6º lugar  | 1                         | Do extrativismo à era digital, Ananindeua é de trabalho         |              |       |
| 2011 | 3° lugar  | 1                         | O lixo é o bicho!                                               | Edson Barata | [ 4 ] |